# تيم تايلور (لاعب هوكي الجليد)
تيم تايلور (بالإنجليزية: Tim Taylor)‏ هو لاعب هوكي الجليد أمريكي، ولد في 26 مارس 1942 في بوسطن في الولايات المتحدة، وتوفي في 27 أبريل 2013 في برانفورد ‏ في الولايات المتحدة.

## وصلات خارجية
- تيم تايلور على موقع EliteProspects.com (الإنجليزية)
- تيم تايلور على موقع HockeyDB.com (الإنجليزية)